# Lista de deputados estaduais de Pernambuco da 1.ª legislatura
Essa é uma lista de deputados estaduais de Pernambuco eleitos para o período 1947-1951.

## Composição das bancadas
| Partido | Líder                         | Bancada | Posição      |
| ------- | ----------------------------- | ------- | ------------ |
| PSD     | Armando Monteiro Filho        | 23 / 55 | Governo      |
| UDN     | Inácio Lemos de Vasconcelos   | 13 / 55 | Oposição     |
| PCB     | Eliazar Machado               | 9 / 55  | Oposição     |
| PL      | Constantino Carneiro Maranhão | 3 / 55  | Oposição     |
| PR      | Edson Moury Fernandes         | 3 / 55  | Independente |
| PDC     | Antônio Heráclito do Rêgo     | 2 / 55  | Oposição     |
| PTB     | Antônio Lins de Figueiredo    | 1 / 55  | Governo      |
| PRP     | Lídio Paraíba                 | 1 / 55  | Independente |

## Deputados estaduais
| Deputados estaduais eleitos         | Partido | Votação | Cidade onde nasceu       | Unidade federativa |
| Adalberto Tabosa de Almeida         | UDN     | 2.161   | Caruaru                  | Pernambuco         |
| Adalgisa Rodrigues Cavalcanti       | PCB     | 2.305   | Canhotinho               | Pernambuco         |
| Aderbal Torres de Araújo            | UDN     | 1.919   | Jaboatão dos Guararapes  | Pernambuco         |
| Afonso Ferraz                       | PSD     | 2.675   | Floresta                 | Pernambuco         |
| Amaro Francisco de Oliveira         | PCB     | 2.658   | Olinda                   | Pernambuco         |
| Anísio de Arroxelas Galvão Carapeba | PSD     | 1.910   | Paulista                 | Pernambuco         |
| Antônio de Farias Júnior            | PSD     | 2.350   | Camaragibe               | Pernambuco         |
| Antônio Heráclito do Rêgo           | PDC     | 2.635   | Limoeiro                 | Pernambuco         |
| Antônio Lins de Figueiredo          | PTB     | 765     | Garanhuns                | Pernambuco         |
| Antônio Torres Galvão               | PSD     | 1.604   | Goianinha                | Pernambuco         |
| Armando Monteiro Filho              | PSD     | 1.928   | Recife                   | Pernambuco         |
| Augusto Oliveira Carneiro de Novais | PL      | 2.552   | Escada                   | Pernambuco         |
| Carlos da Silva Rios                | UDN     | 2.457   | Recife                   | Pernambuco         |
| Cícero de Souza                     | PL      | 2.700   | Vitória de Santo Antão   | Pernambuco         |
| Constantino Carneiro Maranhão       | PL      | 2.182   | Moreno                   | Pernambuco         |
| David Capistrano da Costa           | PCB     | 3.117   | Boa Viagem               | Ceará              |
| Décio de Souza Valença              | PSD     | 2.008   | São Bento do Una         | Pernambuco         |
| Deocleciano Pereira Lima            | UDN     | 2.351   | Triunfo                  | Pernambuco         |
| Diomedes Gomes Lopes                | UDN     | 1.798   | Iguaracy                 | Pernambuco         |
| Edson Moury Fernandes               | PR      | 1.722   | Recife                   | Pernambuco         |
| Eliazar Machado                     | PCB     | 1.757   | Recife                   | Pernambuco         |
| Elpídio de Noronha Branco           | PSD     | 1.562   | Igarassu                 | Pernambuco         |
| Esmerino Cruz Sampaio               | PSD     | 2.848   | São Lourenço da Mata     | Pernambuco         |
| Etelvino de Oliveira Pinto          | PCB     | 1.737   | Santa Cruz do Capibaribe | Pernambuco         |
| Francisco Antônio Leivas Otero      | PCB     | 1.760   | Rio Grande               | Rio Grande do Sul  |
| Gilberto Osório de Oliveira Andrade | UDN     | 1.763   | Ipojuca                  | Pernambuco         |
| Heráclio Morais do Rêgo             | PSD     | 3.627   | Limoeiro                 | Pernambuco         |
| Inácio de Lemos Vasconcelos         | UDN     | 2.385   | Serra Talhada            | Pernambuco         |
| Irineu de Pontes Vieira             | PSD     | 3.296   | Caruaru                  | Pernambuco         |
| João Arruda Marinho dos Santos      | PSD     | 2.392   | Pesqueira                | Pernambuco         |
| João Teobaldo de Azevedo            | PSD     | 1.835   | Carpina                  | Pernambuco         |
| João Vieira de Menezes              | PDC     | 1.903   | Araripina                | Pernambuco         |
| José Domingues da Silva             | UDN     | 3.944   | Recife                   | Pernambuco         |
| José Francisco de Melo Cavalcanti   | PSD     | 2.184   | Recife                   | Pernambuco         |
| José Gomes de Sá                    | PR      | 1.759   | Sousa                    | Paraíba            |
| José Leite Filho                    | PCB     | 1.817   | São José do Egito        | Pernambuco         |
| Justino Alves Bezerra               | PR      | 1.342   | Gravatá                  | Pernambuco         |
| Lael Feijó Sampaio                  | UDN     | 2.500   | Catende                  | Pernambuco         |
| Lídio Paraíba                       | PRP     | 999     | Pesqueira                | Pernambuco         |
| Luís de Magalhães Melo              | PSD     | 2.451   | Recife                   | Pernambuco         |
| Manuel da Santa Cruz Valadares      | UDN     | 2.928   | São José do Egito        | Pernambuco         |
| Mário Sarmento Pereira de Lira      | UDN     | 1.920   | Goiana                   | Pernambuco         |
| Metódio de Godoy Lima               | PSD     | 2.808   | Itapetim                 | Pernambuco         |
| Nelson Barbosa                      | PSD     | 2.094   | Surubim                  | Pernambuco         |
| Nilo Coelho                         | PSD     | 3.369   | Petrolina                | Pernambuco         |
| Osvaldo Lima Filho                  | PSD     | 2.513   | Cabo de Santo Agostinho  | Pernambuco         |
| Otávio Correia de Araújo            | PSD     | 2.455   | Cabaceiras               | Paraíba            |
| Padre Félix Pimentel Barreto        | UDN     | 2.736   | Arcoverde                | Pernambuco         |
| Padre Luiz Wanderley Simões         | PSD     | 2.037   | Ouricuri                 | Pernambuco         |
| Paulo Germano de Magalhães          | PSD     | 1.574   | Recife                   | Pernambuco         |
| Pio Genésio Guerra                  | UDN     | 3.044   | Umbuzeiro                | Paraíba            |
| Ruy da Costa Antunes                | PCB     | 2.839   | Moreno                   | Pernambuco         |
| Severino Alves de Sá                | PSD     | 1.828   | Salgueiro                | Pernambuco         |
| Severino Mário de Oliveira          | PSD     | 1.841   | Palmares                 | Pernambuco         |
| Valdu Cardoso de Aguiar             | PCB     | 2.676   | Paudalho                 | Pernambuco         |